# Stepトラベル
株式会社STEPトラベルは、大阪府大阪市浪速区に本社を置く、募集型企画旅行を日帰りバスツアー・日帰り旅行を中心に展開している旅行会社である。

## 沿革
- 2004年（平成16年）12月 - 株式会社STEPトラベル設立、大阪市中央区に大阪本社を開設
- 2004年（平成17年）2月 - 関連会社の有限会社オールインを設立
- 2005年（平成17年）4月 - 取り扱いツアー催行開始
- 2006年（平成18年）8月 - 株式会社JTBのパートナー店、商品取り扱い開始
- 2007年（平成19年）2月 - 宮城県仙台市青葉区に仙台支社開設
- 2007年（平成19年）5月 - 関連会社の株式会社プライムステージを設立
- 2008年（平成20年）12月 - 広島県広島市中区に広島支店開設
- 2010年（平成22年）7月 - 福岡県福岡市博多区に福岡支社開設
- 2011年（平成23年）7月 - 大阪市浪速区に 株式会社STEPトラベル 大阪本社を移転
- 2013年（平成25年）1月 - 東京都台東区に東京支社開設

## 事業所
- 東京支社
  - 東京都台東区東上野4-2-3 上野パークビル8F
- 横浜支社
  - 神奈川県横浜市西区北幸2-9-40 銀洋ビル7F
- 広島支社
  - 広島県広島市中区三川町7-7 三川町パーキングビル13F
- 福岡支社
  - 福岡県福岡市博多区博多駅前1-5-1 ヒューリック博多12F

## 関連会社
- 株式会社 プライムステージ
- 有限会社 オールイン